# Азим-Сирма
А́зим-Сирма́ (чув. Аçăм Çырми)— деревня в Вурнарском районе Чувашской Республики, административный центр Азимсирминского сельского поселения. Расположена в 65 километрах от города Чебоксары.

## Население
| 2010 | 2012 |
| ---- | ---- |
| 428  | ↗429 |

## Образование
- МБОУ «Азимсирминская средняя общеобразовательная школа»

## Храм Успения Пресвятой Богородицы
В центре села расположен Храм Успения Божией Матери. Строительство в селе храма было начато в 2005 году по инициативе иеромонаха Вадима, до этого в селе храма не было. Храм освящён в 2007 году.
После трагической кончины первого настоятеля храма иеромонаха Вадима (Смирнова) обязанности настоятеля храма выполняет иерей Алексий Белов.
С 2013 года при храме действует воскресная школа для детей.